# Данчишин, Александр Анатольевич
Александр Анатольевич Данчишин (род. 9 февраля 1973, Горький) — советский и российский хоккеист, нападающий. Тренер.

## Биография
Воспитанник нижегородского «Торпедо». Выступал за команды «Нефтехимик» Нижнекамск (1991/92), «Торпедо» (1992/93 — 1995/96), «Торпедо-2» (1992/93, 1994/95 — 1995/96), «Мотор» Заволжье (1996/97 — 1998/99).
Тренер в СДЮШОР «Торпедо» (до 2016, 2020—2021, с 2023), в команде МХЛ «Чайка» (2017/18 — 2018/19, 2021/22 — 2022/23), в команде ВХЛ «Торпедо-Горький» (2019/20), 8 октября 2019 года в матче против «Барса» исполнял обязанности главного тренера команды.